# Аріель Гарсе
Аріель Гарсе (ісп. Ariel Garcé, нар. 14 липня 1979, Танділь) — аргентинський футболіст, що грав на позиції захисника.
Виступав, зокрема, за клуб «Рівер Плейт», а також національну збірну Аргентини.

## Клубна кар'єра
У дорослому футболі дебютував 1998 року виступами за команду клубу «Рівер Плейт», в якій провів п'ять сезонів, взявши участь у 92 матчах чемпіонату. 
Згодом з 2003 по 2013 рік грав у складі команд клубів «Монаркас», «Рівер Плейт», «Колон», «Олімпо», «Росаріо Сентраль» та «Архентінос Хуніорс». 
Перебуваючи в Олімпо, Гарсе був дискваліфікований на 6 місяців Аргентинською федерацією після того, як у нього був позитивний тест на кокаїн
Завершив професійну ігрову кар'єру у клубі «Атлетіко Рафаела», за команду якого виступав протягом 2013—2014 років.

## Виступи за збірну
У 2003 році дебютував в офіційних матчах у складі національної збірної Аргентини. Протягом кар'єри у національній команді, яка тривала 8 років, провів у формі головної команди країни лише 4 матчі.
Гарсе провів два товариські матчі під керівництвом Марсело Бьєлси за збірну Аргентини з футболу в 2003 році. Потім він зіграв товариський матч проти Гаїті під керівництвом Дієго Марадони. 19 травня 2010 року Гарсе був несподівано обраний одним із 23 гравців за збірну Аргентини на чемпіонаті світу з футболу 2010 року в Південній Африці, хоча він не брав участь у жодному матчі. За словами Марадони, він бачив уві сні збірну Аргентини, яка виграє чемпіонат світу, і єдине обличчя, яке він пам’ятав, було обличчям Гарсе.
У складі збірної був учасником чемпіонату світу 2010 року у ПАР.